# Sant'Agata di Puglia
Sant'Agata di Puglia er en by i Apulien, Italien med 1.803 (2023) indbyggere.